# Jean-Louis Kralik
Jean-Louis Kralik ( * 1813 - 1892 ) fue un botánico francés
Fue profesor en Estrasburgo, y luego curador en el "Herbario WEBB" y de 1855 a 1885 del Herbario COSSON. Y recolecta especímenes realizando extensas expediciones botánicas a Egipto, Argelia, Túnez

## Algunas publicaciones
- Kralik, JL; J Billon. 1869. Catalogue des Reliquiae Mailleanae. París

## Honores
En su honor se nombran dos géneros:
- (Asteraceae) Kralikia Sch.Bip.
- (Poaceae) Kralikia Coss. & Durieu

- La abreviatura «Kralik» se emplea para indicar a Jean-Louis Kralik como autoridad en la descripción y clasificación científica de los vegetales.[3]